# Munir Gavrankapetanović
Munir Gavrankapetanović (Sarajevo, 14. lipnja 1928. – 16. siječnja 1999.), bosanskohercegovački građevinarski stručnjak i muslimanski aktivist.

## Životopis
Rođen u Sarajevu od oca Ismet-bega rodom iz Počitelja i majke Ismete iz Vitine. U Sarajevu završio osnovnu i srednju. Kao Mladi muslimani imali su predavanja kod Begove džamije. Na stranicama El Hidaje imali su nekoliko svojih rubrika. Nakon što im je organizaciji zabranjen rad, prostorije su okupirane, pokretna imovina oduzeta. Sastajali su se po stanovima. Otišao na studij u Zagreb gdje je studirao građevinu. Uhitili su ga dok je slušao šesti semestar. Stanovao je s kolegom muslimanom u Zajčevoj, na mjestu nekadašnjeg sanatorija. U Zagrebu je njihova grupa ilegalno izdavala list Mudžahid, na šapirografu. 1948. su spremili prvi broj, a izašlo je šest brojeva. Kad su počela uhićenja Mladih muslimana u Sarajevu, pa zatim u Zagrebu (Teufik Velagić, Esad Karabeg, Tarik Muftić), otišao je do Počitelja kod roditelja na nekoliko dana, a organizacija je privremeno prestala djelovati. Studirao je do 24. svibnja 1949. Nedostajalo mu je još nekoliko potpisa za upotpuniti četvrti semestar. Uhićen duboko u noći 24. na 25. svibnja. Skupili su ih udbaši i odveli u zatvor na Savskoj. Nakon zagrebačkog zatvora odveden u Sarajevo, u središnju UDBU, pa u Centralni zatvor u Sarajevu. U istražnom zatvoru bio u neljudskim uvjetima. Bio je premlaćivan i zarazio se dizenterijom. Samo dan prije suđenja dobio je optužnicu, 25. listopada. Suđenje je bilo sutradan trojici muslimana iz Zagreba. Trajalo je dva dana, a sudio im je sudac Peko Jokanović. Osuđen je na osam godina. Nakon suđenja dok su ih sprovodili u zatvor, u hodniku su Mladi muslimani sreli skupinu četnika, a upravnik zatvora Vuko Grušica rekao im je da su Mladi muslimani banda, a četnici časni borci. Robijao na više mjesta. Na prisilnom radu bio na kući Đure Pucara Starog, pa na gradilištu u Radićevoj, na radove na Šumarskom fakultetu. Kad je izbio ustanak u Krajini, sve su ih potrpali u središnji zatvor u dvorište i tako držali 4 dana, nakon čega su dio ostavili na gradilištu a ostale deportirali u Kakanj. Bio je prosinca 1950. na prisilnom radu na Jahorini na gradilištu hotela, veljače 1951. na gradilištu na Vrace gdje se gradila UDBINA srednja škola. Kad je u Zenici bio je raspoređen u KPD u zloglasnoj Staklari, u odjeljenju gdje je bio upravnik čuveni Jure Bilić. U Srijemskoj Mitrovici boravio je u sobi gdje su nekad robijali Đilas i Ranković. U zatočeništvu je robijao s poznatim osobama. Doživio je da mu se jedan četnički pukovnik osuđen na 20 godina htio ispovijediti, jer je on i njegova vojska mnogo zla nanijela Muslimanima, a u povlačenju prema Rogatici naišao je na jednog muslimanskog seljaka koji ga je prihvatio i pomogao mu preživjeti. Izašao iz zatvora na svoj rođendan. Diplomirao nakon te velike stanke 1958. u Sarajevu na Građevinskom fakultetu. Napisao je preko dvadeset članaka iz građevinarstva. Napisao tridesetak rasprava, članaka i tekstova islamske tematike koje je objavio u listovima Islamske zajednice "Glasniku", "Islamskoj misli", "Preporodu", "Takvirnu" i "Zemzemu". Napisao knjige "Snagom vjere do savršenstva duše" (1984.) i "Na putu nade i utjehe" (1990.). Djela napisao pod pseudonimima M.G. i Ismet U. Šehimbrahimović.